# Liechtensteiner-Cup 1985-1986
La Liechtensteiner-Cup 1985-1986 è stata la 41ª edizione della coppa nazionale del Liechtenstein conclusa con la vittoria finale del Vaduz, al suo ventunesimo titolo.
Della competizione è noto solo il risultato della finale.

## Finale
| Vaduz | Vaduz | 2 – 0 | FC Balzers |  |